# Juan de Austria
Don Juan de Austria (24. února 1547, Řezno – 1. října 1578, Namur) byl levoboček Karla V., císaře Svaté říše římské a krále španělského.

## Život

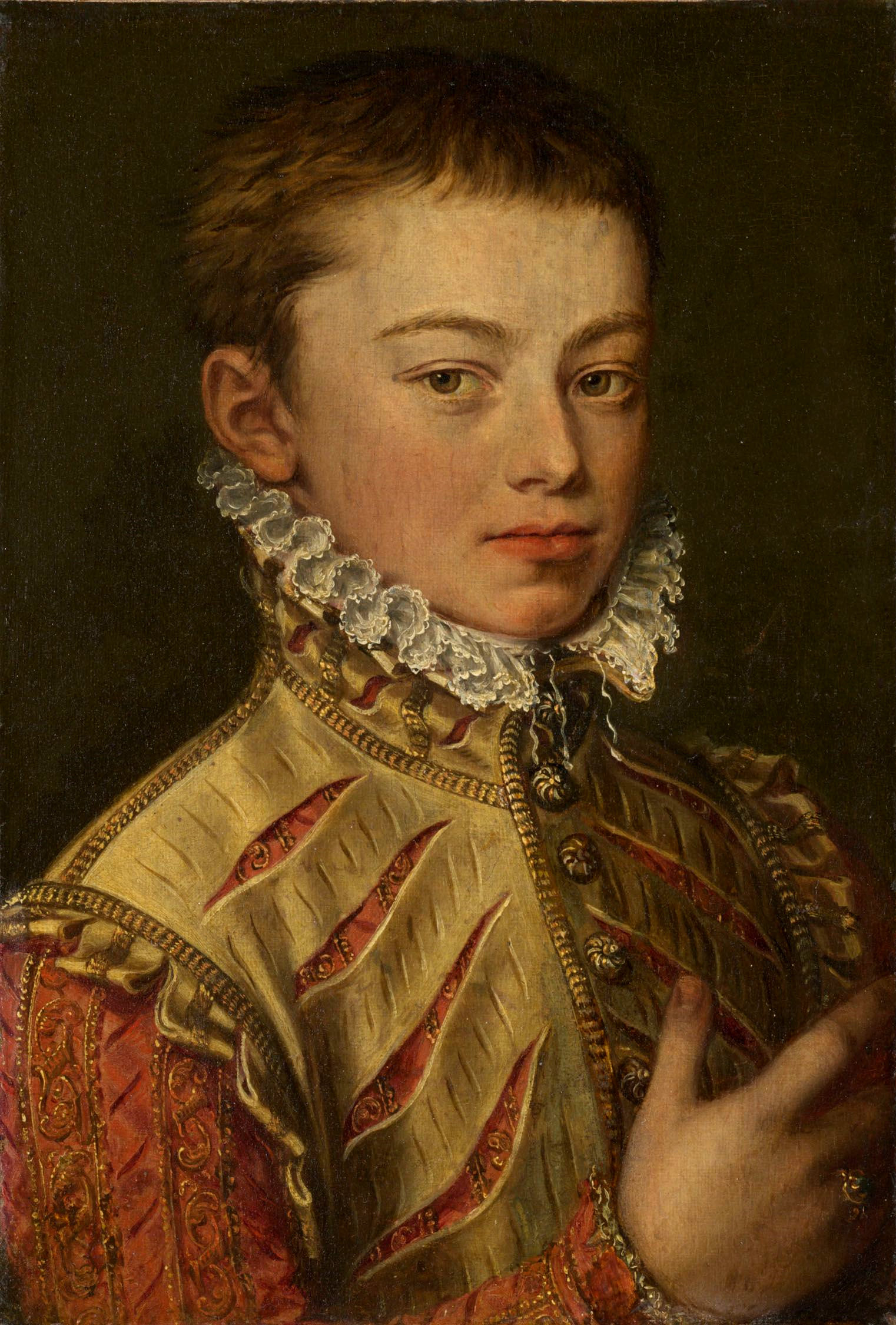
Juan de Astria cca 1559

### Mládí
Narodil se z císařova poměru s měšťanskou dívkou Barborou Blomberg z německého Řezna, kde Karel V. pobýval roku 1546 během říšského sněmu. Již ve čtyřech letech ho matka na císařův pokyn odeslala do Španělska. Tam žil nejprve v rodině císařského hudebníka Francisca Massy a posléze se v roce 1554 dostal do výchovy císařského komorníka Luise Quijada. Pěstouni ho nazývali Jéronimo.
Císař Karel V. během života Juana oficiálně neuznal za člena habsburského rodu, avšak k závěti připojil list, v němž žádal svého nástupce, aby tak učinil. Od roku 1559 žil Juan na dvoře španělského krále Filipa II., který jej uznal roku 1561 za svého polovičního bratra a udělil mu titul El Infante (princ). Spolu s infantem donem Carlosem navštěvoval od roku 1561 univerzitu v Alcalá de Henares. Byl to právě Juan, kdo upozornil krále na chystaný útěk infanta Carlose v roce 1567. Toho roku se stal otcem nemanželské dcery Anny.

### Vojenská kariéra
Podle císařovy poslední vůle se měl Juan věnovat církevní kariéře, načež se Filip II. roku 1564 pokoušel u papeže Pia IV. Juanovi získat místo kardinála. Juan však toužil po vojenské kariéře, pro niž od útlého věku projevoval značné nadání. O tom, že by se měl stát vojevůdcem, přesvědčil krále definitivně v roce 1565, když se chtěl na vlastní pěst připojit k protitureckému tažení vyvolanému ohrožením Malty. V roce 1567 ho Filip II. jmenoval admirálem španělské flotily. Juan de Austria se nejdříve zabýval bojem s berberskými piráty ze Severní Afriky (1568), a protože se osvědčil, bylo mu svěřeno velení při tažení proti povstání morisků v Granadě. Uspěl i zde a v roce 1571 se již jako uznávaný vojevůdce stal velitelem flotily Svaté ligy, což byla aliance Janova, Benátek, Španělska a papežského státu proti Osmanské říši. 7. října 1571 rozdrtil osmanskou flotilu v bitvě u Lepanta, čímž zarazil tureckou rozpínavost ve Středomoří. Toto vítězství značně zvýšilo jeho sebevědomí, leč jeho bratr sledoval jeho vzrůstající popularitu s nechutí a na Juanovy vojenské úspěchy žárlil. V průběhu roku 1573 dobyl Juan několik území v Tunisu a chtěl je přetvořit ve vlastní rodovou doménu. Ani od španělského krále ani od italských spojenců však neobdržel dostatečnou podporu, a proto Turci tato území v jeho nepřítomnosti na podzim 1574 opět získali zpět.

### Nizozemský místodržitel
Don Juan de Austria se nadále zabýval plánem získat vlastní království. Zaměřil se na Marii Stuartovnu, s níž se chtěl oženit a vládnout Anglii. Filip II. ho však přiměl, aby v roce 1576 přijal jmenování guvernérem Španělského Nizozemí. Do Nizozemí přijel ve velmi nevhodnou dobu, neboť nezaplacená španělská armáda drasticky vyplenila během bezvládí 8. listopadu 1576 Antverpy. Pobouření se Juanovi podařilo uklidnit podepsáním Věčného ediktu, v němž vyměňoval svoje uznání místodržícím za odchod španělských vojsk, ačkoliv hrozilo, že se stane jen nominálním vládcem, jehož by bylo možné kdykoliv vyhnat. Ani jedna strana však nebyla s dohodou zcela spokojena, a proto se na počátku roku 1578 opět začalo válčit. Koncem léta 1578 Juan onemocněl, pravděpodobně na tyfus[nepřesný odkaz] a 1. října 1578 zemřel. Jeho tělo bylo poté tajně převezeno do Španělska a pohřbeno v Escorialu.